# دانيال بويتراجو
دانيال بويتراجو (بالإسبانية: Daniel Buitrago) هو لاعب كرة قدم كولومبي في مركز الهجوم، ولد في 27 فبراير 1991 في ميديلين في كولومبيا. شارك مع منتخب كولومبيا تحت 20 سنة لكرة القدم. أما مع النوادي، فقد لعب مع سبارتاك نالتشيك ونادي سبارتاكس يورمالا.

## وصلات خارجية
- دانيال بويتراجو على موقع قاعدة بيانات كرة القدم.إي يو (الإنجليزية)
- دانيال بويتراجو على موقع Soccerway.com (الإنجليزية)
- دانيال بويتراجو على موقع عالم كرة القدم.نت (الإنجليزية)
- دانيال بويتراجو على موقع AS.com (الإسبانية)